# Epifisiólisis
La epifisiólisis es un término médico que se refiere a una fractura del cartílago o fisis de un hueso largo. El cartílago de crecimiento, ubicado en la metáfisis del hueso, está constituido por células cartilaginosas estratificadas de manera muy precisa, que son responsables del crecimiento en longitud del hueso. Una vez finalizado el crecimiento, la zona se osifica desapareciendo el cartílago. Entre un 15-25 % de las fracturas de la infancia afectan al cartílago fisario de crecimiento. La fractura puede ir recorriendo o cruzar dicha estructura, provocando como resultado la separación de una parte o la totalidad de la epífisis de la metáfisis.

## Epidemiología
La epifisiólisis se produce principalmente antes de la adolescencia con predilección por el sexo masculino (2:1). Se localiza con más frecuencia en el miembro superior que en el inferior, de mayor a menor frecuencia en la parte distal del radio (aproximadamente 40%), húmero distal (15%), la tibia distal (12%), peroné distal (9%) y la falanges de los dedos (2%).

## Clasificación
La clasificación más sencilla es la «clasificación de Salter y Harris»:
- Grado I: Epifisiólisis pura, es decir, ocurre solo en la zona de crecimiento cartilaginoso de tal manera que la separación entre la metáfisis y la epífisis es completa, por lo general sin desplazamiento de los fragmentos.
- Grado II: Epifisiólisis con un fragmento de la metáfisis unido a la fisis, imagen que es conocido como Signo de Thurstand Holland.
- Grado III: Es una fractura fundamentalmente articular pero que incluye una porción de la fisis, es decir, atraviesa toda la epífisis y parte del cartílago de crecimiento.
- Grado IV: Es la fractura que atraviesa toda la epífisis y atraviesa igualmente toda la fisis.
- Grado V: Se produce una compresión de la fisis por acercamiento violento de la epífisis y la metáfisis.
- Grado VI: Se produce una avulsión de la fisis periférica.

En la clasificación de Ogden se agrega un Grado VI en la que se afectan los segmentos óseos más cercanos a la fisis de crecimiento de tal manera que pudieran afectar o limitar el crecimiento óseo. De igual manera, la reciente clasificación de Peterson añade un tipo de fractura VI, en la que falta una parte de la epífisis, de la placa de crecimiento y de la metáfisis. Esto suele ocurrir con una herida abierta o fractura compuesta, a menudo por las cortadoras de césped, las maquinarias agrícolas, motos de nieve, o heridas de bala.

## Etiología

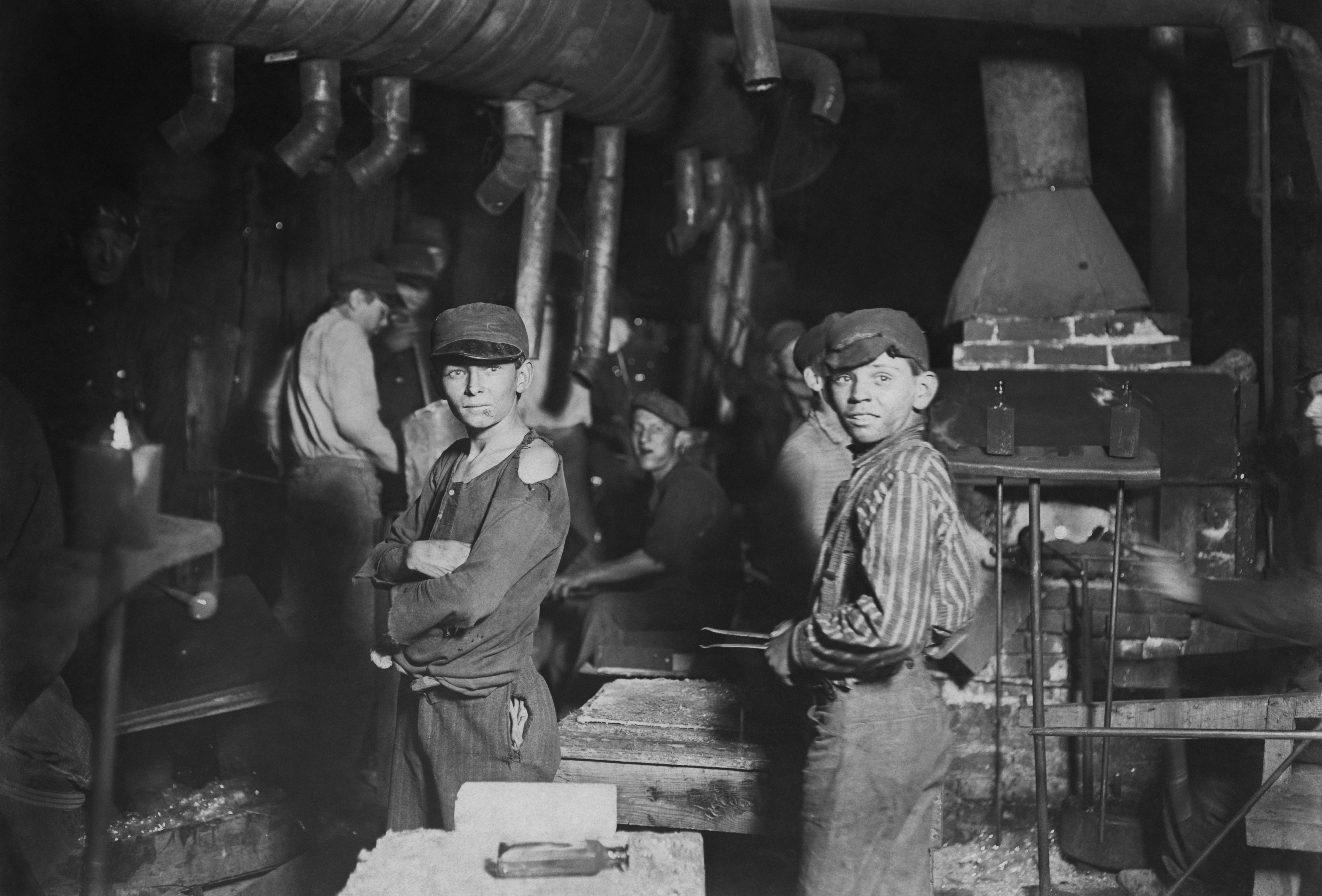
El trabajo forzado en el niño, la desnutrición y deficiencia de vitamina D pueden causar una fragilidad ósea y epifisiólisis.

Las fracturas de la placa de crecimiento ocurren dos veces más frecuentemente en varones que en las niñas, porque los cuerpos de las niñas maduran a una edad más temprana que los varones. Como resultado, sus huesos terminan de crecer antes, y sus placas de crecimiento se sustituirán por un hueso más fuerte y sólido.
Un tercio de todas las lesiones de la placa de crecimiento se producen en las competencias deportivas como fútbol, baloncesto o gimnasia, mientras que alrededor del 20 por ciento de las epifisiólisis ocurren como resultado de actividades recreativas, como ir en bicicleta, pasear en trineo, esquiar, o patinar.
Otras causas de una epifisiólisis incluyen:
- Abuso infantil: La segunda lesión más común entre los niños maltratados es una fractura, y, las lesiones de la placa de crecimiento son frecuentes debido a que la placa de crecimiento es la parte más débil del hueso.
- Injurias por frío extremo, por ejemplo, por congelamiento conllevando a daños en la fisis que trae como resultado dedos cortos o la aparición de artritis degenerativa prematura.
- La radiación y medicamentos: Ciertas investigaciones han sugerido que la quimioterapia para el cáncer infantil puede afectar negativamente el crecimiento del hueso. El uso prolongado de esteroides para trastornos inflamatorios tales como la artritis idiopática juvenil también puede perjudicar el crecimiento del hueso.
- Trastornos neurológicos: Los niños con ciertos trastornos neurológicos pueden conllevar a déficit sensorial o desequilibrio muscular y volver a la extremidad propensa a fracturas de la placa de crecimiento, especialmente en el tobillo y la rodilla.
- Genética, muchos trastornos hereditarios o congénitos que afectan al sistema musculoesquelético se manifiestan en las placas de crecimiento.
- Enfermedades metabólicas. Ciertas enfermedades tales como la insuficiencia renal y trastornos hormonales pueden afectar el crecimiento y función del hueso.

## Patogenia

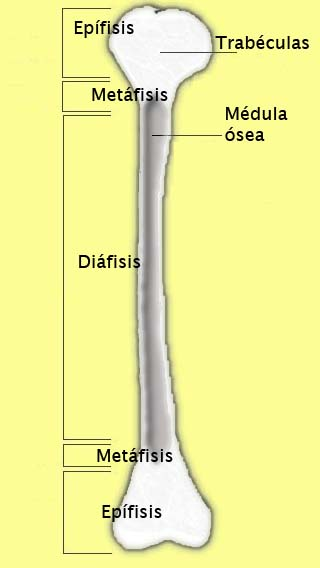
Partes de un hueso (húmero). La fisis o cartílago de crecimiento se ubica entre la epífisis y la metáfisis.

La placa de crecimiento, también conocida como placa epifisaria o fisis, es el área de cultivo de tejido, cerca de los extremos de los huesos largos en los niños, niñas y adolescentes. Cada hueso largo tiene al menos dos placas de crecimiento: una en cada extremo del hueso. La placa de crecimiento determina la futura longitud y forma del hueso maduro. Cuando el crecimiento se completa—en algún momento durante la adolescencia—las placas de crecimiento se estrechan y se sustituirán por huesos sólidos. Debido a que el crecimiento de las placas son las áreas más débiles del creciente esqueleto, incluso más débiles que los ligamentos y los tendones que lo rodean y que conectan los huesos entre sí y los músculos, son puntos vulnerables a lesiones.
Las lesiones de la placa de crecimiento se pueden producir en niños en edad de crecimiento y adolescentes. En un niño, una lesión grave a una articulación puede con mayor probabilidad causar daño a la placa de crecimiento que a los ligamentos que estabilizan la articulación. Un traumatismo que podría causar un esguince en un adulto, puede causar una fractura en la placa de crecimiento de un niño.

## Diagnóstico
Después de investigar sobre cómo se produjeron las lesiones y examinar el niño, el médico probablemente utilice rayos X para determinar el tipo de fractura y decidir sobre un plan de tratamiento. Debido a que las placas de crecimiento, aún no se han endurecido como los huesos sólidos, no suelen aparecen en la radiografía. En lugar de ello, aparecen como espacios entre el cuello de un hueso largo, denominado metáfisis, y el extremo del hueso, llamado la epífisis. Debido a que las lesiones a la placa de crecimiento pueden ser difíciles de ver en rayos X, algunos especialistas toman placas del lado no afectado de manera se pueden comparar una con la otra. En algunos casos, se emplean otras pruebas diagnósticas, como la resonancia magnética (MRI), tomografía computarizada (TC), o la ecografía.

## Tratamiento

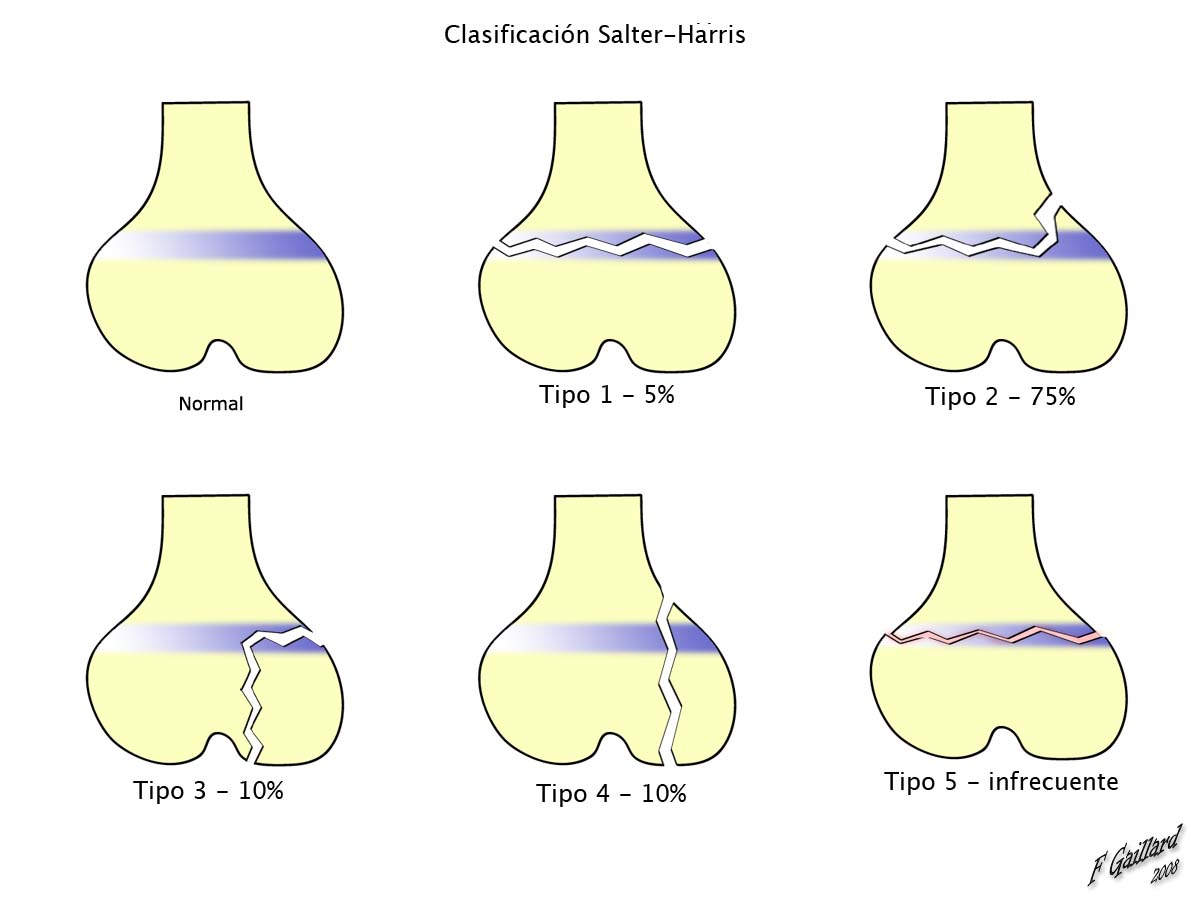
Estadios de Salter-Harris para ubicar los tipos de fracturas de la placa de crecimiento ósea o fisis.

### Epifisiólisis grado I
En raras ocasiones el médico tiene que traccionar para poner la fractura en su lugar, pero todas las lesiones de tipo I generalmente requieren una fèrula de yeso para mantener la fractura en su lugar a medida que se cura y para inmovilizar el codo. A menos que haya daños en el suministro de sangre, la probabilidad de que el hueso crezca normalmente es excelente.

### Epifisiólisis grado II
A diferencia de las fracturas de tipo I, las de tipo II normalmente han de ser puestas de nuevo en su lugar con tracción e inmovilizadas para asegurar que continúe el crecimiento normal. Dado que estas fracturas suelen volver a su posición normal durante el crecimiento, puede que el médico no vuelva a manipular esta fractura para reubicarla en su posición.

### Epifisiólisis grado III
A veces la cirugía es necesaria para volver a unir las superficies a la normalidad. Las perspectivas para el crecimiento o el pronóstico son buenas si el suministro de sangre al separarse de la epífisis sigue intacta, si la fractura no es desplazada, y en caso de que no se forme un puente de hueso nuevo en el lugar de la fractura.

### Epifisiólisis grado IV
La cirugía es casi siempre necesaria para restaurar la superficie articular a la normalidad y ajustarla perfectamente a la placa de crecimiento. A menos que se logre una alineación perfecta y esa alineación se mantiene durante la cicatrización, el pronóstico para el crecimiento normal es pobre. Esta lesión ocurre más comúnmente al final del húmero—hueso de la parte superior del brazo—cerca del codo.

### Epifisiólisis grado V
Esta lesión es poco frecuente y se produce cuando el extremo del hueso es aplastado y la placa de crecimiento se comprime. Es más probable que se produzca en la rodilla o el tobillo. El pronóstico es malo, ya que el retraso prematuro en el crecimiento es casi inevitable.

## Pronóstico
Cerca del 85 por ciento de las fracturas de la placa de crecimiento curan sin efecto negativo duradero. El que ocurra una detención del crecimiento depende del tratamiento previsto, y de los siguientes factores, en orden decreciente de importancia:
1. La gravedad del trastorno
2. La edad del niño
3. El hueso lesionado

## Complicaciones
Las complicaciones generalmente derivan de la gravedad del traumatismo
o posibles lesiones asociadas:
- Detención del crecimiento por lesión fisaria parcial o total. Puede generar importantes deformidades angulares o acortamientos del miembro afectado.
- Necrosis vasculares epifisarias. Se deben a lesión de los vasos epifisarios, son más frecuentes en la cadera y cabeza del radio.
- Artrosis precoz. Debida a una mala reducción en los tipos III y IV.